# كتاب الكافر والحكماء الثلاثة
كتاب الكافر والحكماء الثلاثة وقد يرد في بعض المصادر أيضًا باسمِ كتاب اليهود والحكماء الثلاثة، (بالكتالونية: Llibre del gentil e dels tres savis)‏ هو كتاب ألَّفهُ أول مرة الكاتب رامون لول. تمَّت كتابته أولًا باللّغة العربية، ثم باللغة الكاتالونية واللاتينية.

## المحتوى
يروي الكتاب عمَّا يُعرفون باسمِ الجنتايل أو غير اليهود (في هذه الحالة الوثنية) كما يتحدثُ عن الحكماء الثلاثة الذين يمثل كل منها ديانة من الديانات السماويّة التالية: اليهودية، المسيحية، والإسلام. يقدم كل من هؤلاء الرجال الثلاثة في الكتاب دينه، ويختار الأغيار اختياره. عندما يُتوقع من مجادل مسيحي مثل لول أن يثبت تفوق المسيحية، فإنه لا يكشف عمَّا اختارتهُ العشائر ويتركه كسؤال مفتوح:
«ولكن قبل أن يُغادر الحكماء الثلاثة، سألهم الأمميون بدهشة لماذا لم ينتظروا لسماع أي دينٍ يُفضّله على الآخرين. أجاب الحكماء الثلاثة قائلين إنه لكي يكون لكل فرد حرية اختيار دينه، فإنهم يفضلون عدم معرفة الدين الذي سيختاره. وأكثر من ذلك، بما أن هذا سؤال يمكننا مناقشته فيما بيننا لنرى، بقوة العقل وبواسطة عقولنا، أي دينٍ يجب أن تختاره. وإذا ذكرت أمامنا الدين الذي تفضّله، فلن يكون لدينا مثل هذا الموضوع الجيد للنقاش ولا مثل هذا الرضا في اكتشاف الحقيقة.»(1: 300-301)